# Porta Hungarica
Porta Hungarica (magyar kapu) néven illették a középkorban a Magyar Királyság nyugati határán létesített megerősített bejárókat, gyepűket. Ilyen kapu volt:
- a Fertő délnyugati részén, Kapuvár (mely nevét is erről kapta) és Cirák környékén;
- a Lajta (Sárfolyó) irányában a Hanság mocsarai között, Mosonon túl;[1]
- a Dévényi-kapu,[2][3] ahol a Duna áttör a Kis-Kárpátok és a Hainburgi-rög között, és a Bécsi-medencéből a Kisalföldre lép.[4][5]
- Trencséntől nyugatra, szükség esetén elzárva a Hrozinkai-szorost,[6] amelyen át a Morvaország és a Vág völgye közötti út vezetett;[1]
- Fiuménél a Lujza-úton, a tersattoi várhegy oldalából mintegy 15 m mélyen kirepesztett átvágás,